# Бойчо Брънзов (зала)
Зала „Бо̀йчо Бръ̀нзов“ е спортна зала в Бургас, известна и като зала „Изгрев“. От 2005 година носи името на именития бургаски баскетболист Бойчо Брънзов.
Понастоящем в спортна зала „Бойчо Брънзов“ тренират и играят своите официални мачове мъжете и юношеските формации на баскетболен клуб „Черноморец“ Бургас, както и жените и девическите формации на баскетболен клуб „Лукойл Нефтохимик“, Бургас. Освен това залата се използва и от юношите на баскетболен клуб „Делфин“, Бургас и за аматьорски баскетбол. Бургаската баскетболна публика е силно привързана и обичаща своя отбор. Бургас разполага с отлична зала за баскетбол с 1000 места за зрители. В най-силните сезони на бургаския отбор тя винаги е изпълнена до краен предел.
Видни представители в треньорската професия са били Динко Хаджидинев и Панайот Влаев. В града има и достатъчно добри специалисти – треньори и много деца, желаещи да практикуват този спорт, което е предпоставка за развитието му на високо ниво. Амбициите на детско-юношеската баскетболна школа в Бургас са да стане една от най-добрите в страната. В нейните отбори тренират близо 200 деца. В годините на съществуването на бургаския баскетбол много медали и шампионски титли са спечелени от бургаски деца и юноши. Последен пример за това е спечелването на бронзовите медали в Младежката лига през сезон 2009/2010 г. Представители на школата са включени в националните отбори на България във всички възрастови гарнитури. От Бургас са тръгнали за големия баскетбол Бойчо Брънзов, Петко Маринов, Атанас Стоянов, Георги Йорданов, Станчо Костов, Димо Костов, Дечо Коешинов.
Тук в края на месец май 1981 г. Тина Търнър изнася два поредни концерта като част от краткото си турне в България, минаващо още през София, Пловдив и Варна. На рождения ѝ ден на 26 ноември 2023 г. е поставена посмъртно почетна „Звезда на славата“ на стената във фоайето на залата по инициатива на общински съветници от партия ГЕРБ.